# Morti nel 1996/Senza giorno specificato
| Questa pagina contiene informazioni ricavate automaticamente dalle voci biografiche con l'ausilio del template Bio e di un bot. L'aggiornamento è periodico e automatico e ricostruisce completamente la pagina. Se manca una persona in questa lista, sei pregato di non aggiungerla, ma accertati piuttosto che la sua voce biografica contenga il template Bio e che i dati anagrafici siano correttamente compilati. Se il template Bio manca, inseriscilo tu stesso o, in alternativa, metti l'avviso {{tmp\|Bio}} che ne segnala la mancanza. Se i dati riportati sono sbagliati, correggi direttamente la voce biografica; le modifiche saranno visibili in questa lista entro pochi giorni. Per chiarimenti vedi il progetto biografie. La lista contiene solo le 76 persone che sono citate nell'enciclopedia e per le quali è stato implementato correttamente il template Bio. Pagina aggiornata al 18 lug 2025. |

- Alessandro Acerbi, cestista italiano (n. 1924)
- Giorgio Agliani, produttore cinematografico e regista italiano (n. 1910)
- Luciano Anselmi, scrittore e giornalista italiano (n. 1934)
- Valerij Asratjan, serial killer sovietico (n. 1958)
- Ercoliano Bazoli, politico e avvocato italiano (n. 1906)
- Oliviero Belcastro, calciatore italiano (n. 1928)
- Alessandro Biral, storico della filosofia italiano (n. 1942)
- Edoardo Cacciatore, poeta e saggista italiano (n. 1912)
- Vito Caon, calciatore italiano (n. 1923)
- Bruno Capacci, poeta, pittore e ceramista italiano (n. 1906)
- Guido Cappello, scacchista italiano (n. 1933)
- Juan Capra, pittore, cantautore e poeta cileno (n. 1938)
- Chen Ming, scrittore cinese (n. 1908)
- Ulderico Adolfo Colagiovanni, politico italiano (n. 1917)
- Caterina Conio, storica delle religioni italiana (n. 1929)
- Anna Consortini, fisica italiana
- Mario Convertino, designer italiano (n. 1948)
- Jim Coop, calciatore inglese (n. 1927)
- Teodoro Corrà, attore, sceneggiatore e produttore cinematografico italiano (n. 1934)
- Adrian Cosma, pallamanista rumeno (n. 1950)
- Francesco Callari, saggista, critico teatrale e critico cinematografico italiano (n. 1910)
- Elena Dan, cantante lirica rumena (n. 1967)
- Hugh Davson, biologo e scrittore inglese (n. 1909)
- Iginio De Luca, italianista e traduttore italiano
- Beata Della Frattina, traduttrice italiana (n. 1921)
- Mino Delle Site, pittore e scultore italiano (n. 1914)
- Ludvig Dornig, sciatore alpino sloveno (n. 1930)
- Eduardo Estrella Aguirre, medico e botanico ecuadoriano (n. 1941)
- Leoncio Evita Enoy, scrittore equatoguineano (n. 1929)
- Fidia Gambetti, giornalista e scrittore italiano (n. 1911)
- Atanas Garabski, calciatore bulgaro (n. 1955)
- Laura Garroni, partigiana italiana (n. 1922)
- Gabriele Gilardoni, calciatore svizzero (n. 1903)
- Giacomo Mario Gili, paroliere italiano (n. 1906)
- Valerij Gorbunov, calciatore sovietico (n. 1953)
- Jacques Griffe, stilista francese (n. 1909)
- María Eugenia Guzmán, tennista ecuadoriana (n. 1945)
- Rudolf Gyger, calciatore svizzero (n. 1920)
- Paul Hänni, velocista svizzero (n. 1914)
- Elio Isola, compositore, direttore d'orchestra e arrangiatore italiano (n. 1927)
- Angelo Maria Landi, pittore, incisore e scenografo italiano (n. 1907)
- Mario Laurencich, calciatore e allenatore di calcio italiano (n. 1920)
- Lidija Leont'eva, cestista sovietica (n. 1939)
- Gerhard Lusenti, calciatore svizzero (n. 1921)
- Cynthia MacGregor, tennista statunitense (n. 1964)
- Anna Malfaiera, poetessa italiana (n. 1926)
- Aurelio Marchese, calciatore e allenatore di calcio italiano (n. 1915)
- Modesto Gaetano Merzario, politico italiano (n. 1930)
- Annie Messina, scrittrice italiana (n. 1910)
- Harold Miller Null, fotografo statunitense (n. 1916)
- Mwamba Kazadi, calciatore della Repubblica Democratica del Congo (n. 1947)
- Mario Nuti, pittore italiano (n. 1923)
- Christopher Oh, pallanuotista singaporiano
- Pietro Pensa, ingegnere e dirigente d'azienda italiano (n. 1906)
- Paolo Piadeni, imprenditore e politico italiano (n. 1901)
- Firouz Pojhan, sollevatore iraniano (n. 1926)
- Raúl Páez, calciatore argentino (n. 1937)
- Francesc Ribera Gómez, pittore spagnolo (n. 1907)
- Dick Ripley, velocista britannico (n. 1901)
- Giuliana Rocchi, poetessa italiana (n. 1922)
- Silvano Sabbadini, traduttore e critico letterario italiano (n. 1943)
- Maurizio Sacripanti, architetto italiano (n. 1916)
- Pepita Samper, modella spagnola (n. 1908)
- Bernabé Sangha, cestista centrafricano
- Nikolaj Fedorovič Shashmurin, ingegnere sovietico
- Petre Steinbach, calciatore e allenatore di calcio rumeno (n. 1906)
- Swami Rama, mistico indiano (n. 1925)
- Irmgard Sörensen-Popitz, illustratrice e pubblicitaria tedesca (n. 1896)
- Corrado Terzi, critico cinematografico e giornalista italiano (n. 1923)
- Arthur Thompson, calciatore inglese (n. 1922)
- István Turbéky, calciatore ungherese (n. 1922)
- Valerio Bellati, pittore italiano (n. 1923)
- Antonio Vasquez, cantante italiano (n. 1924)
- Ivan Veselinov, sollevatore bulgaro (n. 1926)
- Alcide Ivan Violi, calciatore e allenatore di calcio italiano (n. 1913)
- Gerardo Zaccardo, generale italiano (n. 1899)